# Noa Lang
Noa Noëll Lang (sinh ngày 17 tháng 6 năm 1999) là một cầu thủ bóng đá người Hà Lan hiện thi đấu ở vị trí tiền vệ cho câu lạc bộ PSV tại Eredivisie và đội tuyển quốc gia Hà Lan.

## Thống kê sự nghiệp

### Câu lạc bộ
Tính đến ngày 13 tháng 11 năm 2022
| Club               | Season       | League             | League | League | National Cup | National Cup | Europe | Europe | Other | Other | Total | Total |
| Club               | Season       | Division           | Apps   | Goals  | Apps         | Goals        | Apps   | Goals  | Apps  | Goals | Apps  | Goals |
| ------------------ | ------------ | ------------------ | ------ | ------ | ------------ | ------------ | ------ | ------ | ----- | ----- | ----- | ----- |
| Jong Ajax          | 2016–17      | Eerste Divisie     | 2      | 0      | —            | —            | —      | —      | —     | —     | 2     | 0     |
| Jong Ajax          | 2017–18      | Eerste Divisie     | 14     | 2      | —            | —            | —      | —      | —     | —     | 14    | 2     |
| Jong Ajax          | 2018–19      | Eerste Divisie     | 22     | 5      | —            | —            | —      | —      | —     | —     | 22    | 5     |
| Jong Ajax          | 2019–20      | Eerste Divisie     | 9      | 5      | —            | —            | —      | —      | —     | —     | 9     | 5     |
| Jong Ajax          | Total        | Total              | 47     | 12     | 0            | 0            | 0      | 0      | 0     | 0     | 47    | 12    |
| Ajax               | 2018–19      | Eredivisie         | 3      | 0      | 1            | 0            | 0      | 0      | —     | —     | 4     | 0     |
| Ajax               | 2019–20      | Eredivisie         | 5      | 3      | 1            | 1            | 3      | 0      | 0     | 0     | 9     | 4     |
| Ajax               | 2020–21      | Eredivisie         | 1      | 0      | —            | —            | —      | —      | —     | —     | 1     | 0     |
| Ajax               | Total        | Total              | 9      | 3      | 2            | 1            | 3      | 0      | 0     | 0     | 14    | 4     |
| Twente (loan)      | 2019–20      | Eredivisie         | 7      | 1      | —            | —            | —      | —      | —     | —     | 7     | 1     |
| Club Brugge (loan) | 2020–21      | Belgian Pro League | 29     | 16     | 2            | 0            | 6      | 1      | —     | —     | 37    | 17    |
| Club Brugge        | 2021–22      | Belgian Pro League | 37     | 7      | 4            | 1            | 6      | 0      | 1     | 1     | 48    | 9     |
| Club Brugge        | 2022–23      | Belgian Pro League | 12     | 2      | 1            | 2            | 2      | 0      | 1     | 0     | 16    | 4     |
| Club Brugge        | Total        | Total              | 78     | 25     | 7            | 3            | 14     | 1      | 2     | 1     | 101   | 30    |
| Career total       | Career total | Career total       | 141    | 41     | 9            | 4            | 17     | 1      | 2     | 1     | 169   | 47    |

1. 1 2 3 4  Appearance(s) in UEFA Champions League
2. 1 2  Appearance in Belgian Super Cup

### Quốc tế
Tính đến ngày 18 tháng 6 năm 2023
| Đội tuyển quốc gia | Năm       | Trận | Bàn |
| ------------------ | --------- | ---- | --- |
| Hà Lan             | 2021      | 3    | 0   |
| Hà Lan             | 2022      | 3    | 1   |
| Hà Lan             | 2023      | 2    | 1   |
| Tổng cộng          | Tổng cộng | 8    | 2   |

Tính đến ngày 14 tháng 6 năm 2023
Bàn thắng và kết quả của Hà Lan được để trước.
| # | Ngày                | Địa điểm                   | Số trận | Đối thủ | Bàn thắng | Kết quả | Giải đấu                    |
| - | ------------------- | -------------------------- | ------- | ------- | --------- | ------- | --------------------------- |
| 1 | 14 tháng 6 năm 2022 | De Kuip, Rotterdam, Hà Lan | 5       | Wales   | 1–0       | 3–2     | UEFA Nations League 2022–23 |
| 2 | 14 tháng 6 năm 2023 | De Kuip, Rotterdam, Hà Lan | 7       | Croatia | 2–2       | 2–4     | UEFA Nations League 2022–23 |